# مريم المجدلية (فلم)
مريم المجدلية (بالإنجليزية: Mary Magdalene) هو فيلم درامي إنجيلي أمريكي تم إنتاجه في سنة 2018 وهو من إخراج غارث ديفيس وبطولة روني مارا وخواكين فينيكس وشيواتال إيجيوفور وطاهر رحيم وسارة صوفي بوسنينا وهداس يارون ولبنى أزابال وليئور راز وريان كور وأوري غافرائيل.

## القصة
قصة الفيلم تتكلم عن قصة مريم المجدلية ومرافقتها ليسوع المسيح وخلافها مع التلاميذ وخصوصاً بطرس بسبب كونها امرأة ترافق المسيح، لكن سرعان ما تكسب ثقتهم ويقبلون شهادتها بقيامة المسيح.

## البطولة
- روني مارا بدور مريم المجدلية
- خواكين فينيكس بدور يسوع
- شيواتال إيجيوفور بدور بطرس
- طاهر رحيم بدور ييهوذا الإسخريوطي
- سارة صوفي بوسنينا بدور مرثا
- هداس يارون بدور سارة
- لبنى أزابال بدور سوسنة
- ليئور راز بدور قائد مجتمع مجدل
- ريان كور بدور يوسف
- كاريو بدور إيليشا
- شيرا هاس بدور ليئة
- أوري غافرائيل بدور فيلبس
- ديفيد سكوفيلد بدور توما
- اريان لابد بدور راحيل
- زهر شتروس بدور يوحنا
- ميخايل موشونوف بدور متى العشار
- دينيس مينوشيت بدور دانييل شقيق المسيح
- إيريس شيليغ بدور مريم العذراء
- توفيق برهوم بدور يعقوب بن زبدي
- تشارلز بابالولا بدور أندراوس
- زاكي هاليفي بدور أفرايم